# Meråker
Meråker ist eine Kommune im norwegischen Fylke Trøndelag. Die Kommune hat 2472 Einwohner (Stand: 1. Januar 2025) und grenzt an Schweden. Verwaltungssitz ist der gleichnamige Ort Meråker.

## Geografie

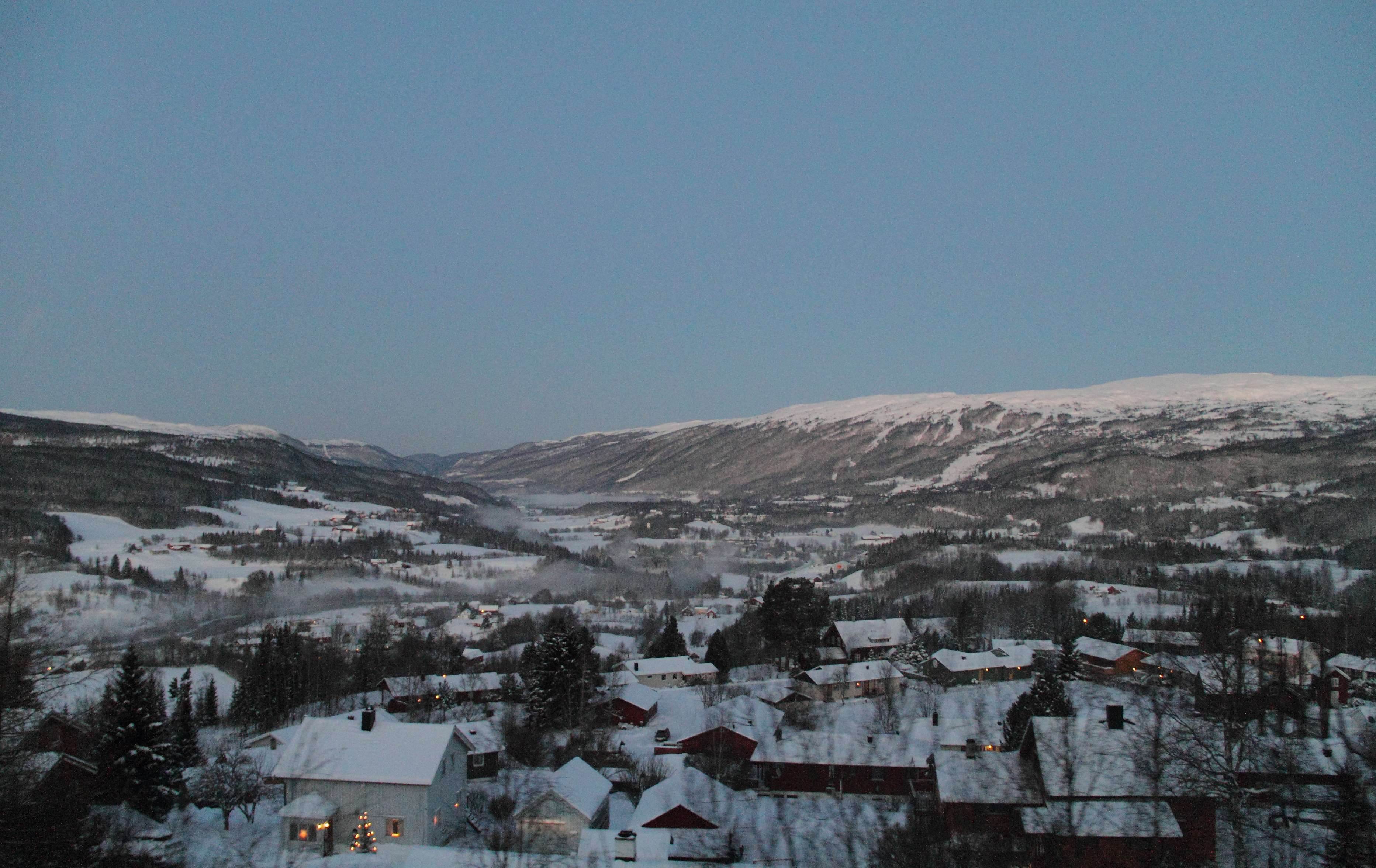
Blick auf Meråker

Meråker liegt an der Ostgrenze Norwegens im Fylke Trøndelag. Die Kommune grenzt an Verdal im Norden, Levanger im Nordwesten, Stjørdal im Westen, Selbu im Südwesten und Tydal im Süden. Die gesamte Ostgrenze ist Teil der Grenze zwischen Norwegen und Schweden. In der Kommune liegen mehrere Seen, so etwa die Seen Feren, Funnsjøen und Fjergen, die allesamt in einem Moorgebiet im Norden der Gemeinde liegen. Im Norden, Westen und Osten der Seen finden sich Erhebungen mit über 800 moh. wieder. Südlich davon, im geografischen Zentrum der Gemeinde, liegt das Tal Stjørdalen, durch das der Fluss Stjørdalselva fließt. Dieser entsteht in der Gemeinde durch den Zusammenfluss seiner Quellflüsse Dalåa und Torsbjørka, verläuft weiter Richtung Westen und mündet bei Stjørdal ins Meer. Der Fluss gehört zu den besten Lachsflüssen des Landes.
Südlich des Haupttals befindet sich ebenfalls ein Gebiet, das bis auf die Nordseite von Erhebungen umgeben ist. Im südlichen Bereich des noch niederer gelegenen Gebietes befinden sich wie im Norden ebenfalls Moorflächen. Die Erhebung Fongen (samisch: Lopmesvaerie) auf der Grenze zu Tydal und Selbu im Südwesten stellt mit einer Höhe von 1441,2 moh. den höchsten Punkt der Kommune Meråker dar. Das Areal im Südwesten von Meråker geht in den Skarvan og Roltdalen-Nationalpark ein.

## Einwohner
Der Großteil der Einwohner lebt im Haupttal der Gemeinde, in dem Bereich, wo die beiden Quellflüsse der Stjørdalselva zusammenfließen. In den 1960er-Jahren begann die Einwohnerzahl zu sinken. Midtbygda ist der einzige sogenannte Tettsted, also die einzige Ansiedlung, die für statistische Zwecke als eine städtische Siedlung gewertet wird. Zum 1. Januar 2024 lebten dort 1041 Einwohner.
Die Einwohner der Gemeinde werden Meråkerbygg genannt. Offizielle Schriftsprache ist wie in einigen weiteren Kommunen in Trøndelag Bokmål, also die weiter verbreitete der beiden norwegischen Sprachformen.
| Jahr          | 1986 | 1990 | 1995 | 2000 | 2005 | 2010 | 2015 | 2020 | 2025 |
| ------------- | ---- | ---- | ---- | ---- | ---- | ---- | ---- | ---- | ---- |
| Einwohnerzahl | 2868 | 2750 | 2735 | 2637 | 2560 | 2471 | 2558 | 2422 | 2472 |

## Geschichte

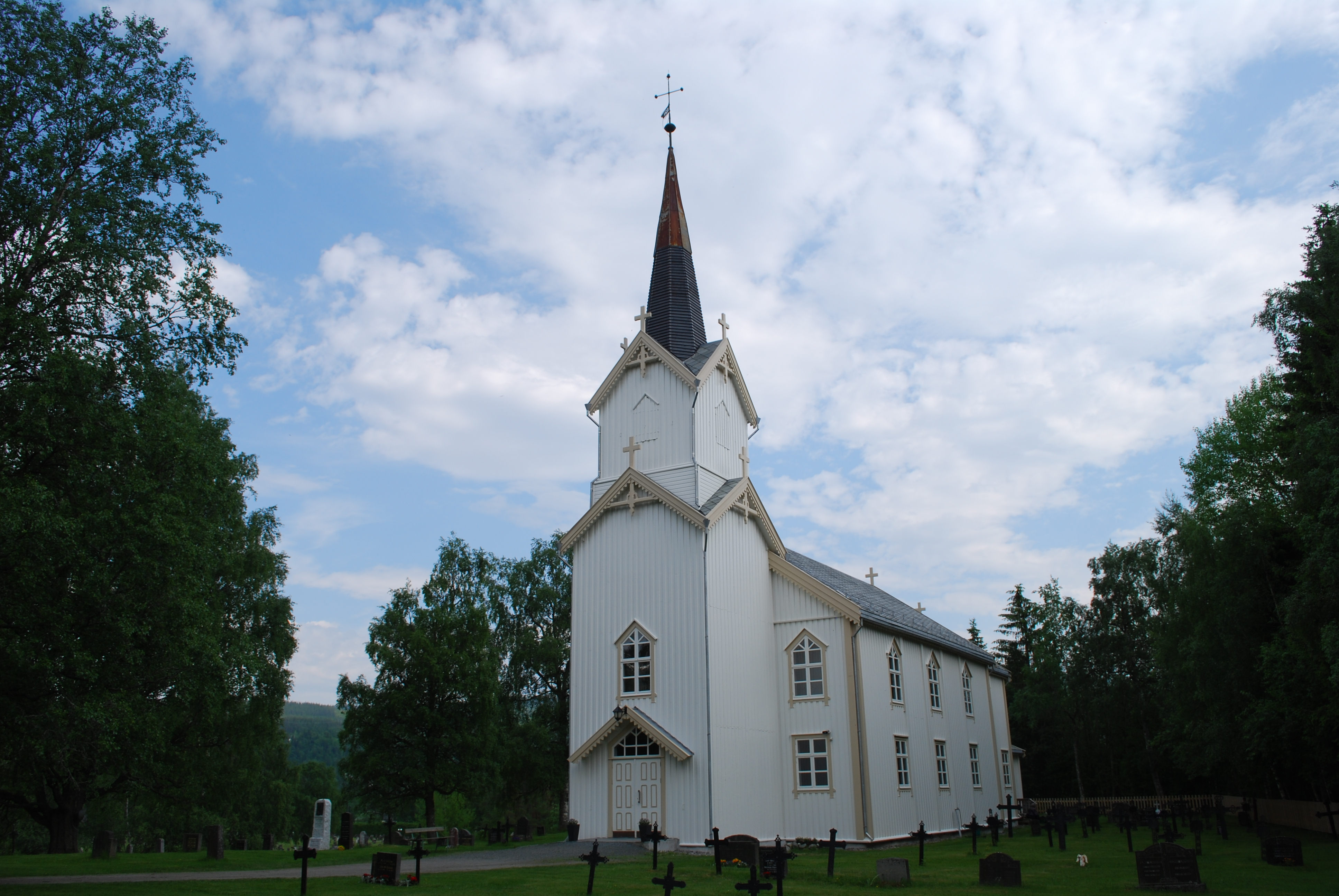
Meråker kirke

Die Gemeinde entstand zum 1. Januar 1874, als man die damalige Kommune Øvre Stjørdal in Meråker und Hegra aufspaltete. Hegra ging 1962 in die Kommune Stjørdal ein. Meråker blieb über die Zeit hinweg unverändert. Bei seiner Gründung hatte Meråker 1861 Einwohner. Bis zum 31. Dezember 2017 gehörte Meråker der damaligen Provinz Nord-Trøndelag an. Sie ging im Zuge der Regionalreform in Norwegen in die zum 1. Januar 2018 neu geschaffene Provinz Trøndelag über.
Das Meråker bygdemuseum ist ein Freilichtmuseum in der Kommune, in dem unter anderem der Bergwerksbetrieb aus früheren Zeiten dargestellt wird. Des Weiteren gibt es ein Industriemuseum. Die Meråker kirke ist eine Holzkirche aus dem Jahr 1793.

## Wirtschaft und Infrastruktur

### Verkehr
In West-Ost-Richtung bis an die schwedische Grenze führt die Europastraße 14 (E14). Richtung Westen stellt sie die Verbindung in die Kommune Stjørdal her, wo sie auch in die Europastraße 6 (E6) mündet. Bei der Ortschaft Meråker zweigt der Fylkesvei 6772 in den Norden ab, etwas weiter östlich der Fylkesvei 6770 in den Süden. Weitgehend parallel zur E14 verläuft die Bahnstrecke Trondheim–Storlien, auch Meråkerbanen genannt. Der Bahnhof in Meråker wurde 1881 eröffnet, als auch die Bahnstrecke fertig gebaut ist. Mit der Zeit erhielt Meråker den Status als Haltepunkt. Sowohl die E14 als auch die Bahnstrecke dienen als Transitweg für Industriebetriebe in Schweden.

### Wirtschaft
Im Bereich der Landwirtschaft ist vor allem die Tierhaltung von Bedeutung. Es wird des Weiteren Getreide angebaut. Eine größere Rolle für die Lokalwirtschaft spielt auch die Forstwirtschaft. In der Industrie sind vor allem Betriebe im Bereich der Holzverarbeitung, Metallwaren und Lebensmittelproduktion vorhanden. Meråker ist ein Wintersportort mit Alpinskibetrieb. Das größte Wasserkraftwerk der Kommune ist das 1994 in Betrieb genommene Meråker kraftverk mit einer mittleren Jahresproduktion von etwa 464 GWh bis 2010. Es nutzt eine Fallhöhe von zirka 264 Metern. Im Jahr 2021 arbeiteten von rund 1060 Arbeitstätigen etwa 700 in Meråker selbst, der Rest verteilte sich vor allem auf die Kommunen Stjørdal und Trondheim.

## Name und Wappen
Das seit 1990 offizielle Wappen der Kommune zeigt einen silbernen Grubenhunt. Es soll die Bedeutung des Bergbaus darstellen. Der Name der Kommune setzt sich aus zwei Bestandteilen zusammen, der letzte Part bedeutet åker, also „Acker“. Die Bedeutung des ersten Teils ist nicht gesichert. Er könnte sich von merr ableiten und somit auf Pferde anspielen oder von mýrr, also Moor.

## Persönlichkeiten
- Anton Fridrichsen (1888–1953), norwegisch-schwedischer Theologe und Professor
- Helge Ingstad (1899–2001), Archäologe, Schriftsteller und Abenteurer
- Magnar Lundemo (1938–1987), Skilangläufer
- Anne Kathrine Slungård (* 1964), Politikerin
- Emil Iversen (* 1991), Skilangläufer